# Jean-Michel Noir
Jean-Michel Noir, né le 2 septembre 1967 à Lyon (France), est un homme d'affaires français. Il est PDG du groupe Redcats, filiale de PPR, de 2009 à 2013.

## Biographie
Jean-Michel Noir est né le 2 septembre 1967. Il est le fils de l'ancien maire de Lyon Michel Noir.

### Formation
Après des études au lycée Saint-Exupéry de Lyon puis à l'ESCP de 1987 à 1990, il effectue, en 1991, son service national dans la coopération à l'étranger au sein du secteur des fusions-acquisitions de la banque Clinvest, filiale investissements du Crédit lyonnais à Londres. En 1995, rentré à Paris, il obtient un MBA à l'INSEAD.

### Carrière professionnelle
De 1995 à 2000, Jean-Michel Noir travaille dans le secteur de la stratégie dans le secteur de la distribution au sein du cabinet de conseil McKinsey. Il intègre ensuite le groupe Vivarte en tant que directeur du marketing, et est promu PDG d'une enseigne du groupe, la Halle aux Vêtements, en 2001[source insuffisante].
En 2007, il devient membre du comité exécutif de Vivarte,.
En 2009, François-Henri Pinault le nomme président du groupe Redcats, filiale de PPR,,. Une fois en poste, Jean-Michel Noir fait développer le site Internet de La Redoute pour relancer les ventes déclinantes,.
En 2013, Jean-Michel Noir quitte l'entreprise Redcats, alors que le groupe parent cherche un repreneur pour La Redoute.